# ميخائيل ديفيدسون
ميخائيل ديفيدسون (18 أكتوبر 1970 في المملكة المتحدة - ) (بالإنجليزية: Michael Davidson)‏ هو لاعب كريكت بريطاني. لعب مع نادي مقاطعة شروبشاير للكريكت ‏.

## وصلات خارجية
- ميخائيل ديفيدسون على موقع إي آس بي آن كريك إنفو (الإنجليزية)